# برنتاگ
برنتاگ (انگلیسی: Brenntag) شرکت صنایع شیمیایی آلمانی است، که در سال ۱۸۷۴ تأسیس شد.